# 菊川村
菊川村（きくがわそん）は、山口県豊浦郡にあった村。現在の下関市菊川町の西半にあたる。

## 地理
- 山岳：勝陣山、立石山、六万坊山、六部山、京ヶ嶽
- 河川：木屋川、田部川

## 歴史
- 1951年（昭和26年）4月1日 - 楢崎村・岡枝村が合併して発足。
- 1955年（昭和30年）4月10日 - 豊東村および内日村の一部（大字日新）と合併して菊川町が発足。同日菊川村廃止。

## 交通

### 鉄道路線
- 長門鉄道（1956年廃止）
  - 長門鉄道線
    - 岡枝駅 - 込堂駅

### 道路
現在は旧村域を中国自動車道が通過するが、当時は未開通。